# Sankt Pauli kyrka, Göteborg
Sankt Pauli kyrka är en kyrkobyggnad belägen i stadsdelen Olskroken i Göteborgs kommun. Kyrkan tillhör Sankt Pauli församling i Göteborgs stift och Svenska kyrkan.
Kyrkan tillhörde 1883-1969 Göteborgs Gamlestads församling och under åren fram till den 1 maj 1883 Göteborgs domkyrkoförsamling.

## Historia
Kyrkan uppfördes, delvis i romansk stil, under åren 1880-1882. Invigningen skedde den 15 januari 1882. Arkitekten bakom var Adrian C. Peterson, och bygget bekostades av Renströmska fonden med 125 000 kronor. Kullen i parken där kyrkan står kallas Höga Lyckan och skänktes till Göteborgs domkapitel av kommendörkapten Jakob Emil Ekman (1815-1900). Byggnadens taxeringsvärde 1889 var 150 000 kronor. Arbetsnamnet för kyrkan var först Redbergskyrkan, men den 19 maj 1881 beslöt Göteborgs stadsfullmäktige att namnet skulle vara S:t Pauli kyrka. Sankt Pauli kyrka är den enda av Adrian C. Peterson som kom till genom en av staden utlyst tävling. Den är typiskt exempel på stiftelse- och donationsandan i Göteborg. Hela byggnaden finaniserades med privata medel.
Större renoveringar har gjorts under åren 1916-1917, 1941 och 1969. Från att ursprungligen haft plats för 1 200 besökare har man under den senaste renoveringen minskat dessa till 600. 

## Inventarier
Utsmyckningar i kyrkan har utförts av bland andra konstnärerna Albert Eldh, Pelle Fäldt, Ninnan Santesson, Eva Spångberg, Erling Valldeby och Christina Westman.
- Altarprydnaden utgörs av en gipsavgjutning efter Bertel Thorvaldsens bekanta Kristusbild som tidigare stått i Kjellbergska flickskolan.
- Dopfunten i sandsten är utförd av Ninnan Santesson.

### Klockor
Tornklockorna är båda gjutna 1881 av Göteborgs mekaniska verkstad. Storklockan väger 925 kg och lillklockan 570 kg.

### Orglar
- Den första läktarorgeln var byggd 1882 av Salomon Molander  och hade 26 stämmor. Den ersattes 1934  av en orgel från A. Magnusson Orgelbyggeri AB med 46 stämmor, vilken 1941 utökades av Hammarbergs Orgelbyggeri AB till  50 stämmor. Dagens mekaniska verk, som byggdes 1969-1970, är kyrkans tredje av Marcussen & Søn, har 40 stämmor fördelade på tre manualer och pedal. Den byggdes om 2008 för att bli mer lämpad för kör och psalmsång.[6]
- I kapellet finns en orgel som har vandrat från Gårdsten via Burås till S:t Pauli och har sju stämmor fördelade på manual och pedal.[7]
- Dessutom finns ett positiv tillverkat 1969 som har sex stämmor fördelade på manual och bihängd pedal.[8]

## Övrigt
Nedanför kyrkan står en fontän med skulpturen Elementens kamp av skulptören Anders Jönsson, som ursprungligen var placerad på Olskrokstorgets norra sida. Den invigdes 6 juni 1930 och flyttades i samband med att stadsdelen Olskroken omdanades under 1960-talet. På sommaren 1971 återinvigdes fontänen på sin nuvarande plats.

## Bilder

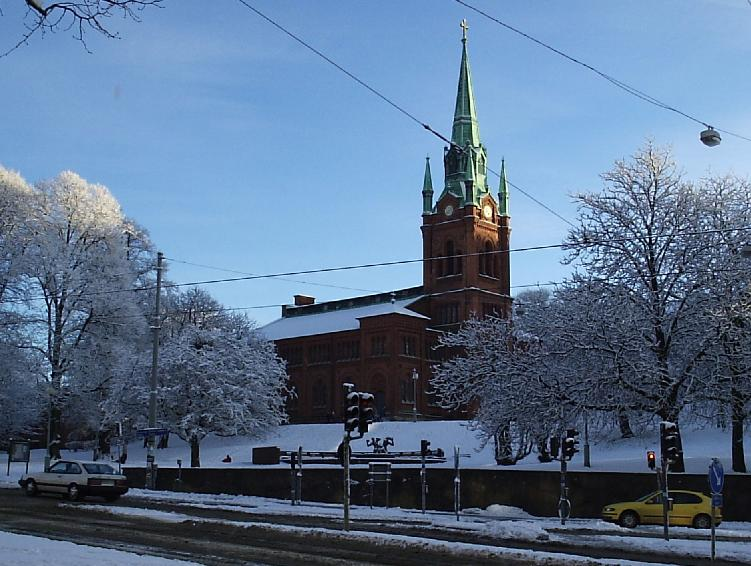
I bildens underkant syns fontänen med skulpturen Elementens kamp.
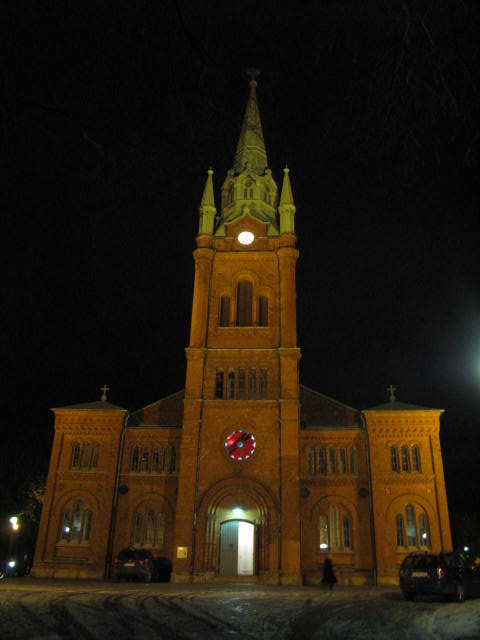
Västra porten.
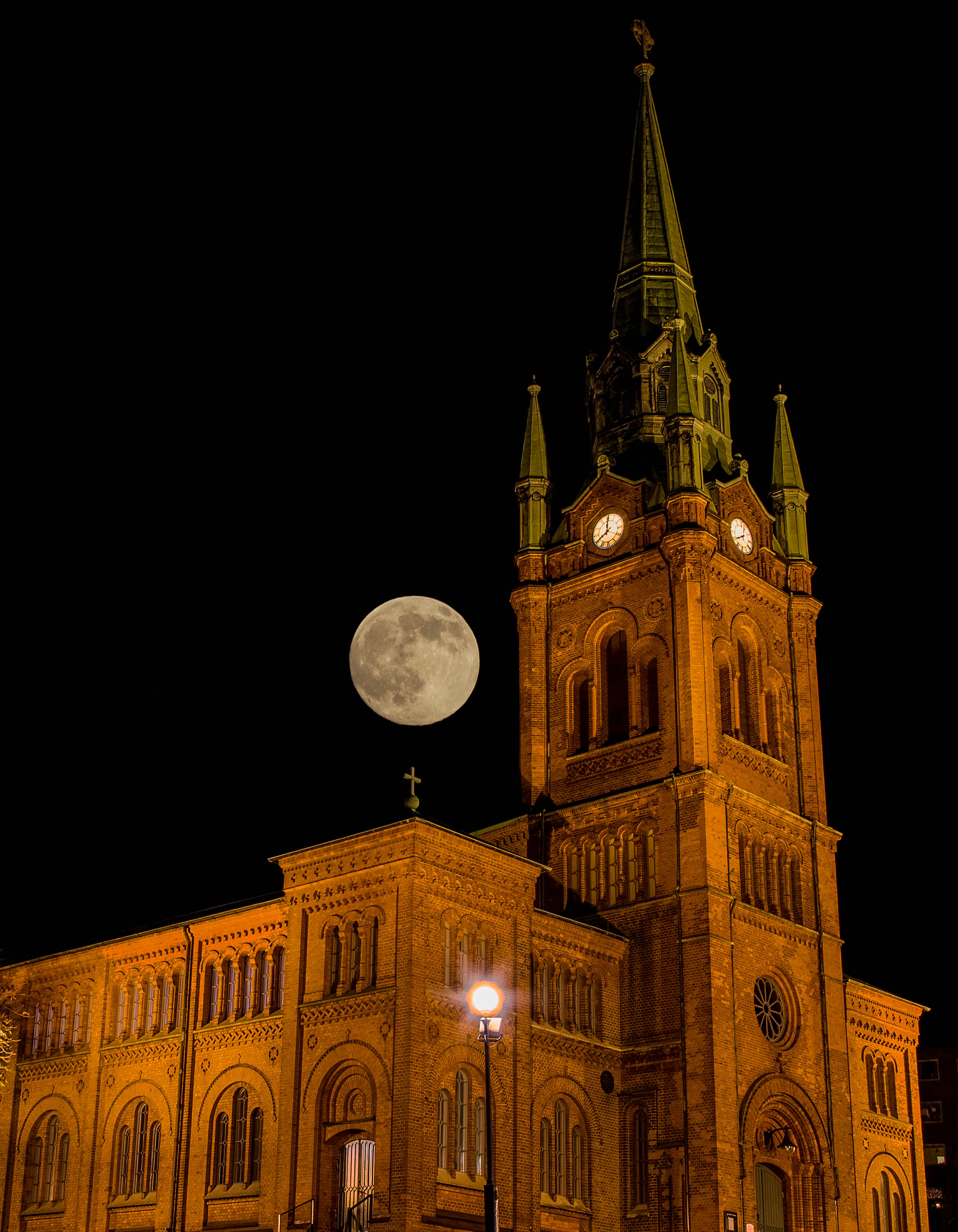
Kyrkan i månsken.
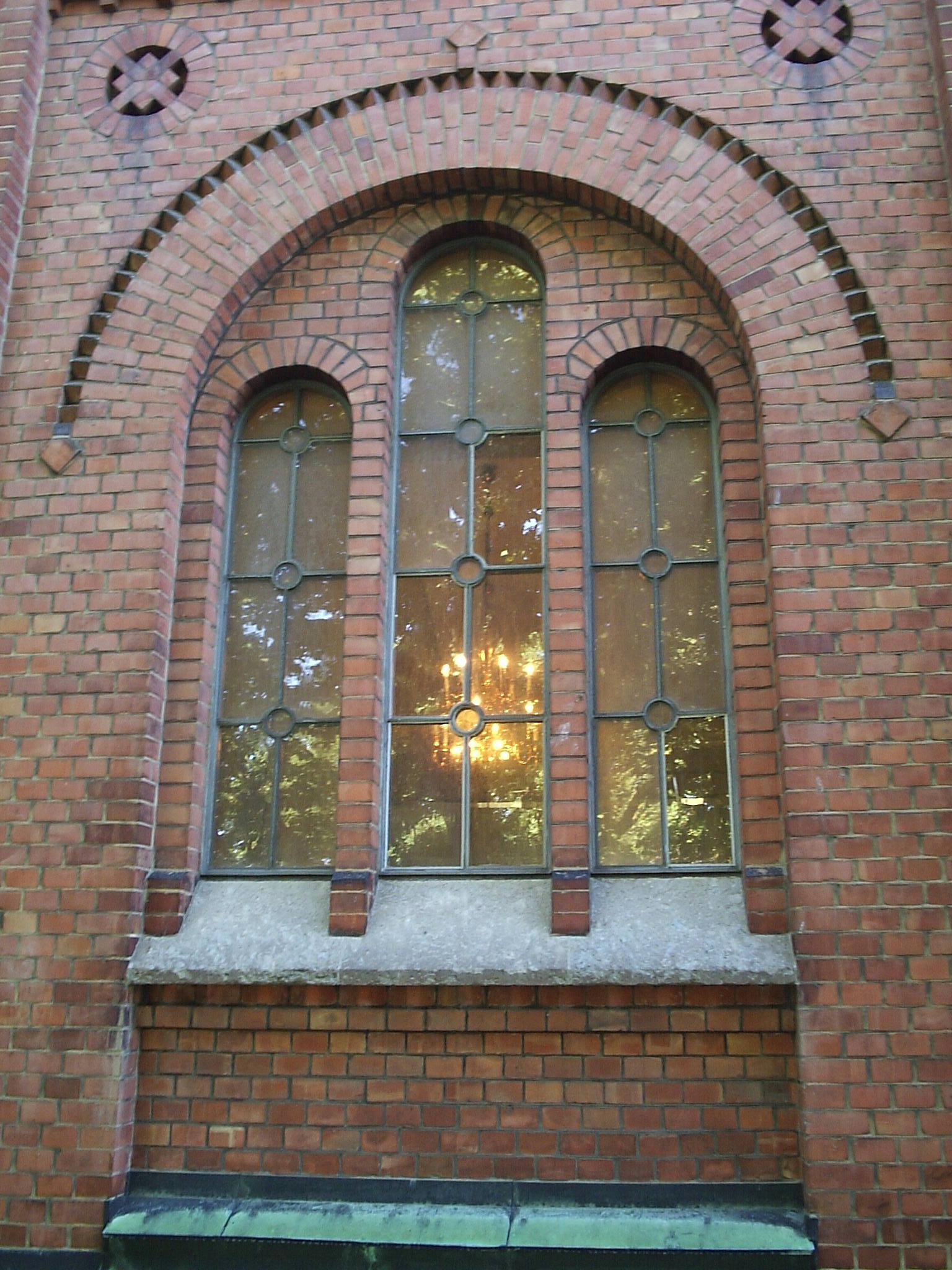
Fönster.
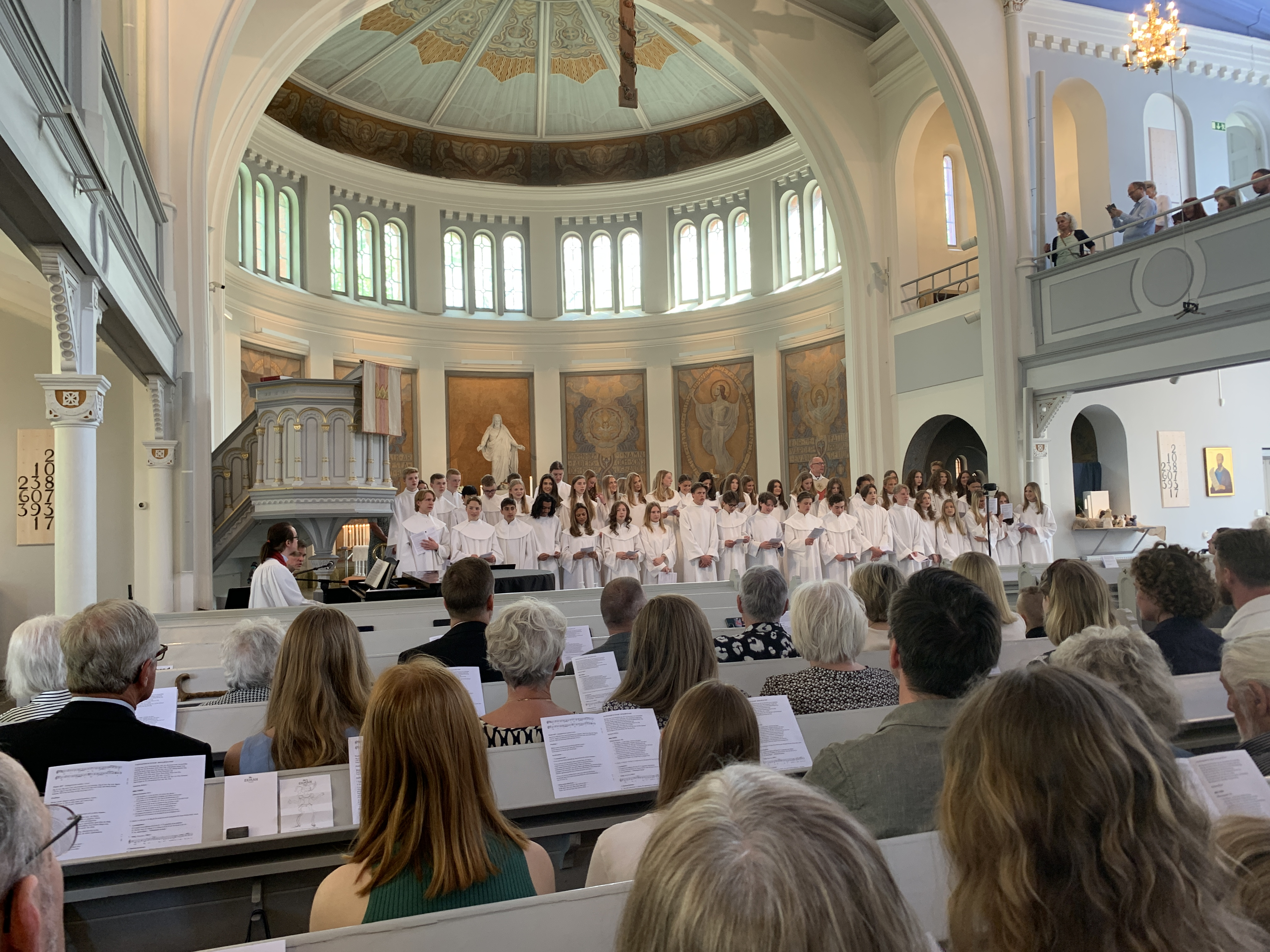
Konfirmation i kyrkan den 14 maj 2023.